# كاسي ساندسمارك
كاسي ساندسمارك أو كاساندرا ساندسمارك (بالإنجليزية: Cassie Sandsmark)‏ هي شخصية خيالية وشخصية رئيسية في العديد من البرامج التلفزيونية والأفلام والمسلسلات التي تقدمها دي سي كومكس، ظهرت الشخصية لأول مرة في القصص المصورة في عام 1996، وهي الشخصية الرئيسية للفتاة المعجزة.